# حاجی‌لر (بردع)
حاجی‌لر (به لاتین: Hacılar) یک منطقه مسکونی در جمهوری آذربایجان است که در شهرستان بردع واقع شده است. حاجی‌لر ۵۵۵ نفر جمعیت دارد.